# Varanus acanthurus
Varanus acanthurus este o specie de reptile din genul Varanus, familia Varanidae, descrisă de Boulenger 1885.

## Subspecii
Această specie cuprinde următoarele subspecii:
- V. a. acanthurus
- V. a. brachyurus
- V. a. insulanicus

## Galerie

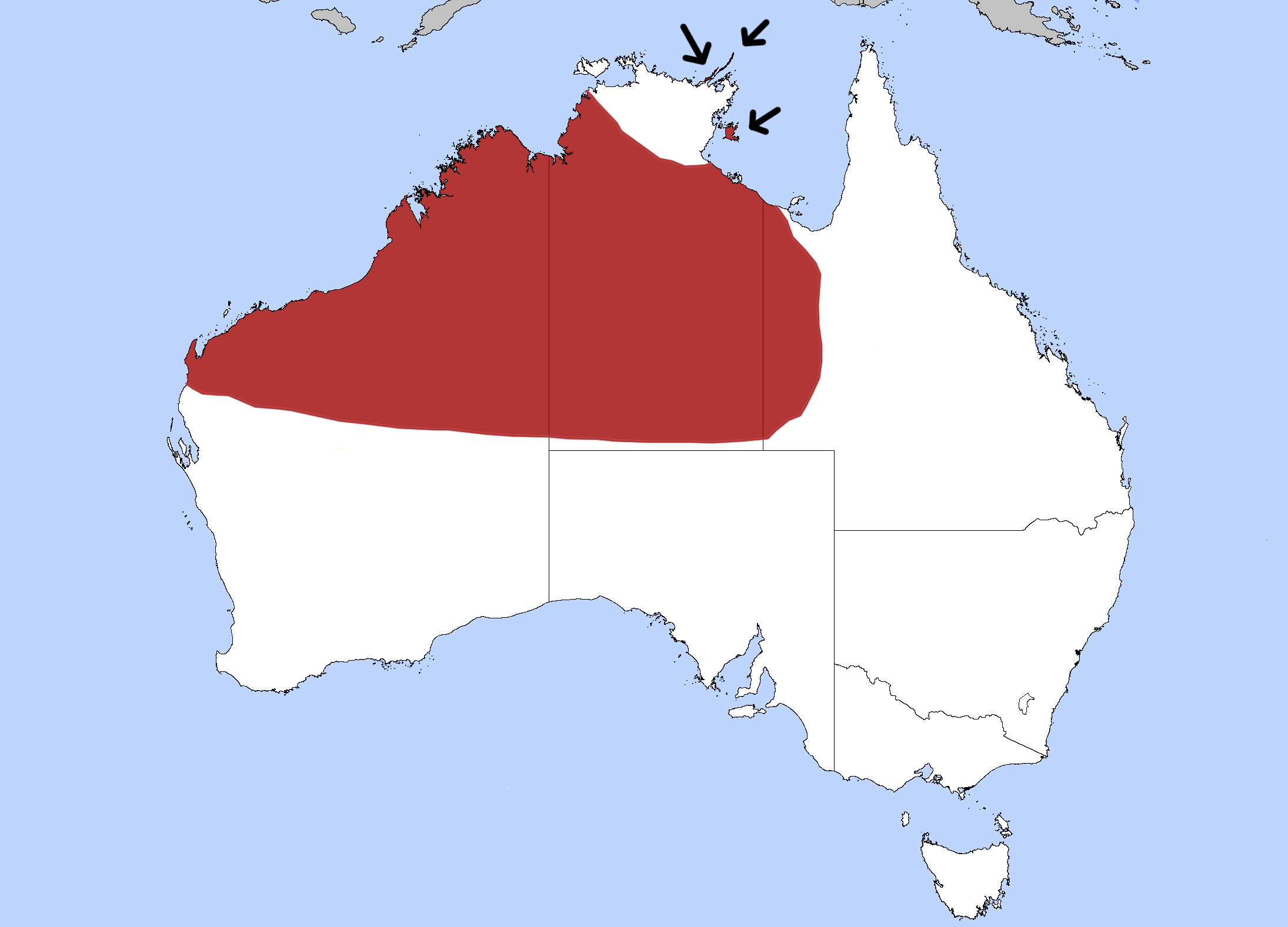
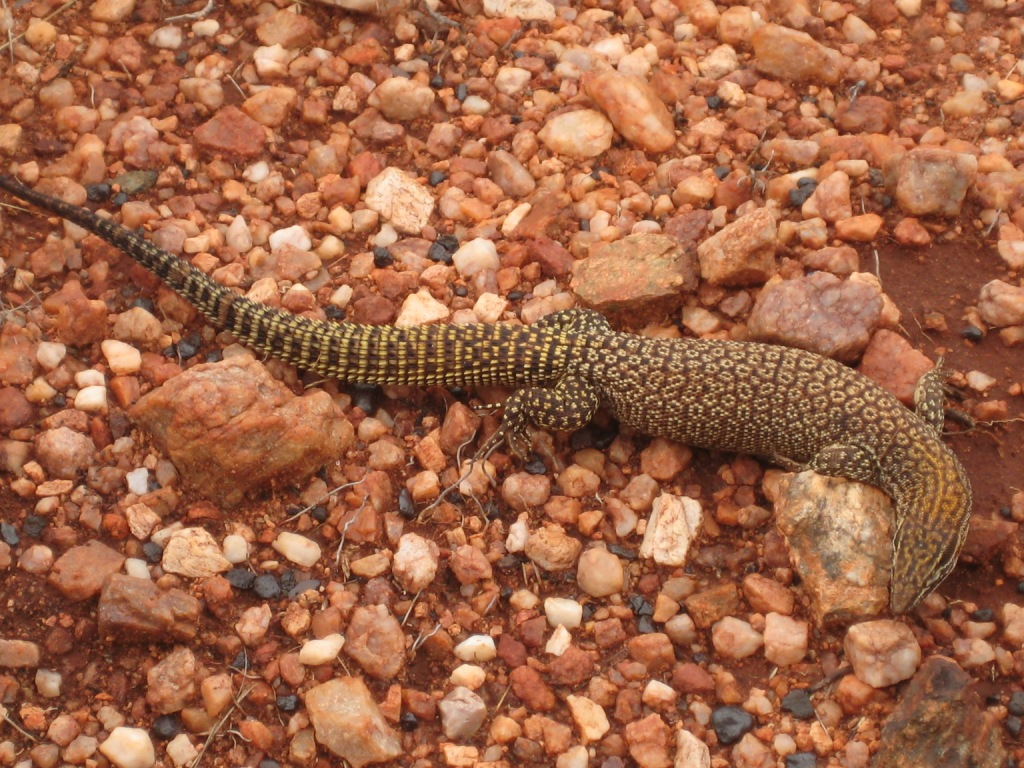
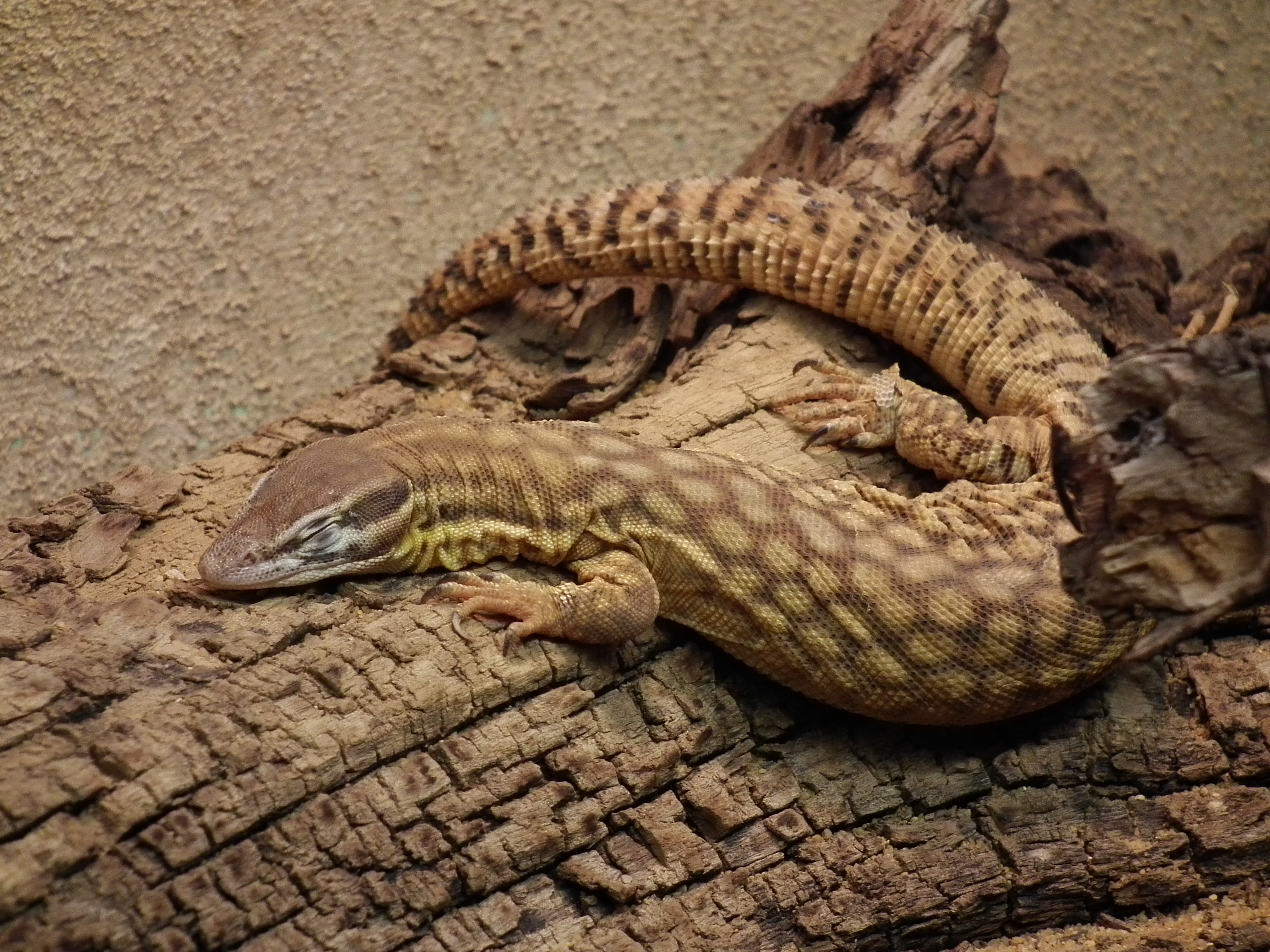
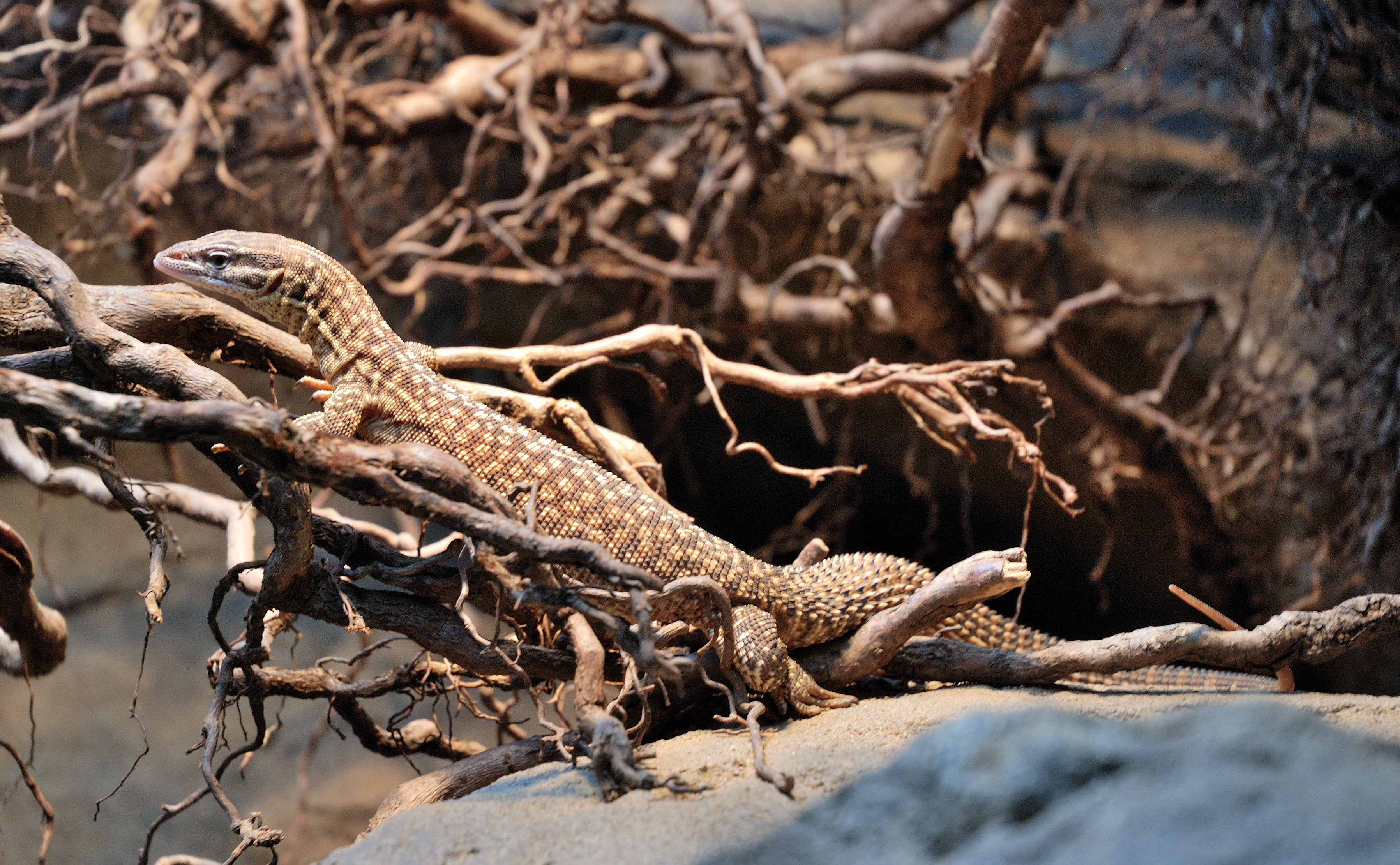